# Rastičevo (Donji Vakuf, BiH)
Rastičevo je naseljeno mjesto u općini Donji Vakuf, Federacija Bosne i Hercegovine, BiH.

## Stanovništvo

### 1991.
Nacionalni sastav stanovništva 1991. godine, bio je sljedeći:
ukupno: 275
- Srbi - 260
- Jugoslaveni - 6
- Muslimani - 5
- ostali, neopredijeljeni i nepoznato - 2

### 2013.
Nacionalni sastav stanovništva 2013. godine, bio je sljedeći:
ukupno: 51
- Bošnjaci - 50
- ostali, neopredijeljeni i nepoznato - 1

## Vanjske poveznice
- Satelitska snimka[neaktivna poveznica]